# Labeobarbus johnstonii
Labeobarbus johnstonii är en fiskart som först beskrevs av Boulenger, 1907.  Labeobarbus johnstonii ingår i släktet Labeobarbus och familjen karpfiskar. IUCN kategoriserar arten globalt som livskraftig. Inga underarter finns listade i Catalogue of Life.